# 邻甲苯胺
鄰甲苯胺，又名2-甲基苯胺，化學式{\displaystyle {\ce {C7H9N}}}，是一種有機化合物。它屬於二取代苯，是甲苯胺的同分異構體之一。對光敏感，微溶於水，可與乙醇、乙醚和四氯甲烷互相混溶。可以用作有機合成中間體。

## 製備與反應
甲苯的硝化反應能產生不同的一硝基甲苯。其中2-硝基甲苯的量比較多，經過蒸餾被分離出來。2-硝基甲苯其後可以經過氫化反應，被還原成鄰甲苯胺。亦可用與酸、鐵粉與2-硝基甲苯加熱，以製備鄰甲苯胺。
由於鄰甲苯胺具備胺基，因此可以進行一般芳香胺所能進行的反應。例如它可以發生重氮化反應，和亞硝酸或亞硝酸鹽及過量酸在低溫下反應，生成重氮鹽。而此重氮鹽可以經過桑德邁爾反應等不同反應轉化為2-溴甲苯、2-氯甲苯等不同化合物以及其衍生物。  胺基氮上也可以發生酰基化反應。
局部麻醉藥丙胺卡因經過羧酸酯酶的代謝，會產生鄰甲苯胺。由於鄰甲苯胺可以將血紅蛋白氧化，大劑量的丙胺卡因可引致正鐵血紅蛋白血症。

## 用途
鄰甲苯胺可以用作合成染料（如鹼性品紅等）、農藥（如乙草胺等）、醫藥的合成中間體。

## 健康危害
鄰甲苯胺是有毒的。它加熱分解放出含有氮氧化物的有毒氣體。鄰甲苯胺可以氧化血紅蛋白，生產正鐵血紅蛋白，因此攝入、吸入和與皮膚接觸可能會引起正鐵血紅蛋白血症，並帶來血尿等症狀。同時，鄰甲苯胺是致癌物，被國際癌症研究機構列爲一類致癌物。